# Gangsta (film)
Patser
Pour plus de détails, voir Fiche technique et Distribution.
Gangsta (titre original néerlandais : Patser) est un film d'action et comédie belge réalisé par Adil El Arbi et Bilall Fallah sorti en 2018.
Le film reflète plus particulièrement la Mocro Maffia, des bandes rivales de trafiquants de cocaïne à Anvers et Amsterdam, faisant régulièrement des dizaines de morts néerlando- et belgo-marocains chaque année. Adil El Arbi et Bilall Fallah s'inspireront de la bande criminelle de la Mocro Maffia originaires d'Anvers, surnommés les Turtles pour la réalisation des scénarios dans le film. 

## Synopsis
Anvers. Quatre amis d’enfance, fans de Scarface et petits trafiquants de drogue se rêvent en futurs parrains du crime organisé. Mais leur légende se transforme en cauchemar quand ils volent un chargement de cocaïne, déclenchant la guerre avec un baron de la drogue à Amsterdam et les cartels colombiens.

## Fiche technique
- Titre originel, utilisé en Belgique : Patser
- Titre en France : Gangsta
- Réalisation : Adil El Arbi et Bilall Fallah
- Scénario : Nabil Ben Yadir, Bram Renders, Adil El Arbi, Bilall Fallah, Kobe Van Steenberghe et Hendrick Verthé
- Photographie : Robrecht Heyvaert
- Montage : Adil El Arbi, Bilall Fallah, Thijs van Nuffel et Kobe Van Steenberghe
- Costumes : Nina Caspari
- Décors :
- Musique : Hannes De Maeyer
- Producteur : Kobe Van Steenberge et Hendrick Verthé
  - Producteur exécutif : Ali Bakkioui, Maaike Boot et Yves Van De Paer
  - Coproducteur : Nabil Ben Yadir, Benoît Roland, Gijs van de Westelaken et Chantal van der Horst
- Production : A Team Productions
  - Coproduction : 10.80 Films et Column Films
- Distribution : Apollo Films
- Pays d’origine :  Belgique
- Genre : Film d'action comique
- Durée : 125 minutes
- Dates de sortie : 
  - Belgique : 24 janvier 2018
  - Pays-Bas : 2 février 2018[3]
  - France : 28 février 2018

## Distribution
- Matteo Simoni : Adamo
- Nora Gharib : Badia
- Nabil Mallat : Yasser
- Saïd Boumazoughe : Volt
- Junes Lazaar : Junes
- Ali B : Hassan
- Gene Bervoets : Onderzoeksrechter
- François Beukelaers : le prêtre
- Axel Daeseleire : Stijn
- Vic De Wachter : le commissaire
- Jeroen Perceval : Geert
- Hans Royaards : un policier

## Distinctions

### Nominations
- Magritte 2019 :
  - Magritte du meilleur film flamand.